# Weiße Schlauchpflanze
Die Weiße Schlauchpflanze (Sarracenia leucophylla) ist eine fleischfressende Pflanze aus der Familie der Schlauchpflanzengewächse (Sarraceniaceae). Die Art ist in den südöstlichen USA beheimatet.

## Beschreibung

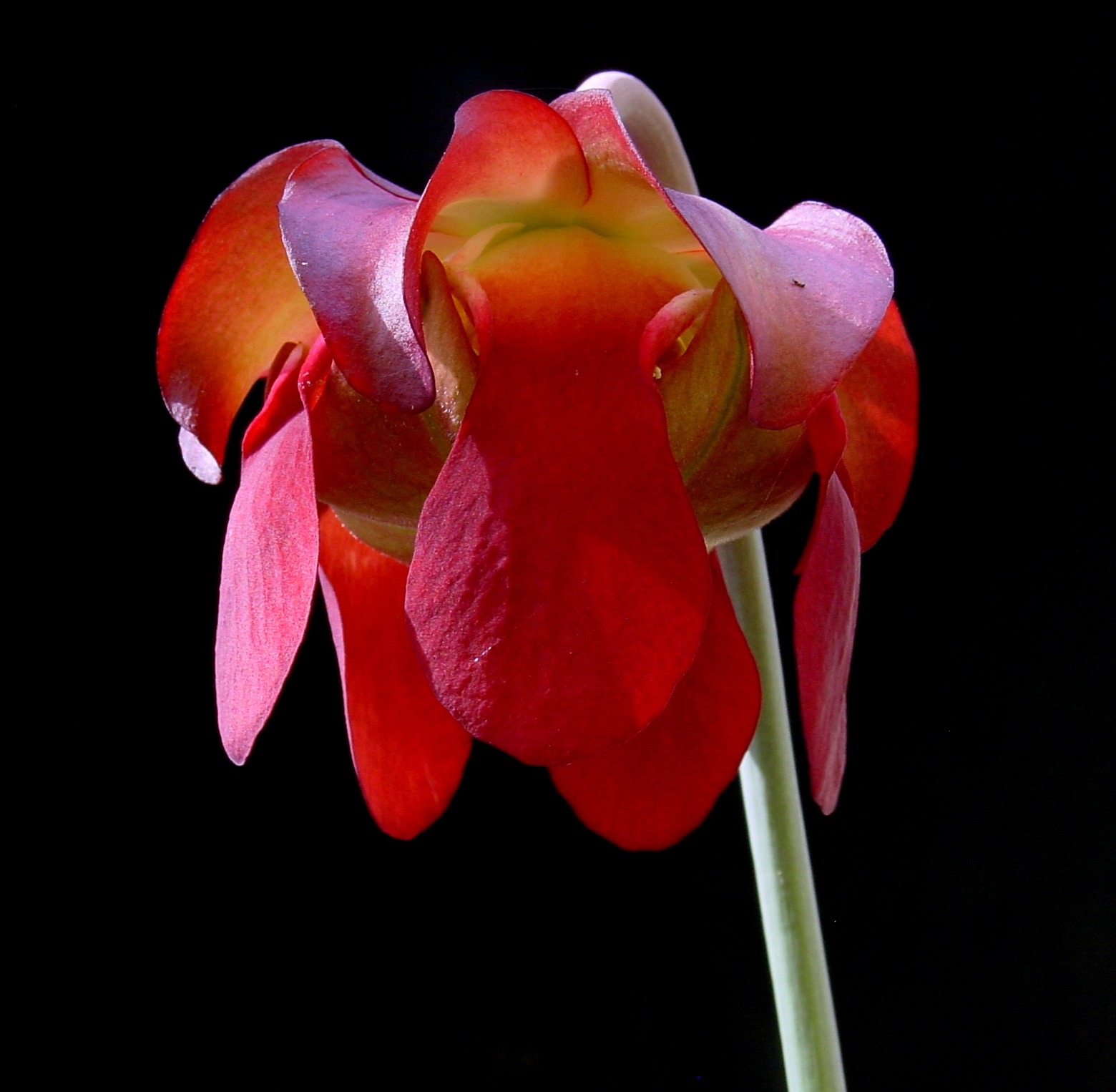
Blüte der Weißen Schlauchpflanze

Die kriechend wachsenden Rhizome sind bis zu 3 Zentimeter dick. Die aufrecht wachsenden Blätter, die Schläuche, erreichen Höhen bis zu 120 Zentimeter und sind außen fein behaart. Die Färbung ist sehr variabel, in der Regel sind die Schläuche im unteren Teil grün, im Abschnitt unmittelbar unter der Öffnung sowie am Deckel reinweiß mit mehr oder weniger starker grüner oder roter Nervatur. Der Deckel ist zum gewellten Rand hin leicht aufgewölbt. Die Weiße Schlauchpflanze bildet im Winter gelegentlich echte Phyllodien, meist aber nur phyllodienartige Schläuche mit verkümmerten Deckeln und Schläuchen. Einzigartiges Merkmal innerhalb der Gattung ist die zweimalige Bildung von Schläuchen im Jahreslauf, nämlich einmal im Frühjahr und einmal im Spätsommer/Frühherbst.
Die Blütezeit reicht von Anfang März bis Ende April. Die am oberen Ende rötlich überhauchten Schäfte der Blütenstände sind meist ebenso groß wie die Schläuche. Die 4 bis 7 Zentimeter im Durchmesser messenden Blüten duften süßlich.  Die Trag- und Kelchblätter sind dunkelrot bis kastanienbraun. Die Kronblätter sind hellrot bis braun, 3 bis 5 Zentimeter lang und schnallenförmig mit abgerundeten Enden. Der Staubfäden ist häufig rot, der Stempel schirmförmig, außen filzig behaart und oftmals rot überhaucht. Griffel und Fruchtknoten sind mehr oder weniger rot. Die Frucht ist eine sich von hinten her öffnende Kapsel.

## Verbreitung

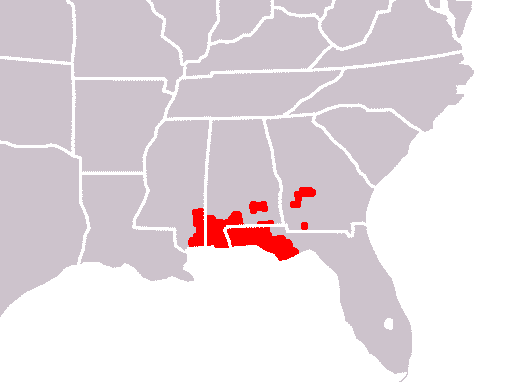
Verbreitungsgebiet

Die Weiße Schlauchpflanze ist heimisch in USA, genauer vom südwestlichen Georgia über den Florida Panhandle und das südliche Alabama bis zum äußersten Südosten Mississippis. Die Pflanzen finden sich in Kiefernsavannen- und Sumpfgebieten, meist auf sandigen Torfböden und bilden große Bestände aus, von denen jedoch viele zunehmend verschwinden.

## Systematik und botanische Geschichte
Die Art wurde erstmals 1817 von Constantine S. Rafinesque-Schmaltz beschrieben, der Artname stammt aus dem Griechischen und bedeutet so viel wie „weißblättrig“. Ein lange in Gebrauch befindliches Synonym ist Sarracenia drummondii Croom.

## Nachweise
1. 1 2 3 4  Stewart McPherson: Pitcher Plants of the Americas. The McDonald & Woodward Publishing Company, Blacksburg VA 2007, ISBN 978-0-939923-74-8, S. 230 ff.
2. 1 2 3 4  Donald E. Schnell: Carnivorous Plants of the United States and Canada. 2nd edition. Timber Press, Portland OR 2002, ISBN 0-88192-540-3, S. 212 ff.